# 光盘制作软件
光盘制作软件是为了制作光盘（如CD-ROM和DVD）的计算机软件。一般也被称为CD刻录程序或DVD制作软件等。这类程序需要使用光盘刻录机。
创建一个光盘通常先要创建一个拥有为光盘设计的完整文件系统的光盘映像，然后再把这个映像刻录到光盘上。许多程序可以在一个集成应用程序上(Quick Copy or Copy On-the-fly)创建映像并刻录，这样最终用户就不必关心其中的区别。
光盘文件系统包括ISO 9660（通常简称“ISO”）。ISO常用于CD, DVD。 
有的数据包写入应用程序不需要一次写入整个光盘，而是允许一次写入部分，这样光盘就可以被当做一个随机访问可移动媒介（类似一个有着唯一限制非常大的软盘）来使用。